# Куломм'є (Сена і Марна)
Куломм'є́ (фр. Coulommiers) — муніципалітет у Франції, у регіоні Іль-де-Франс, департамент Сена і Марна. Населення — 15 250 осіб (01.01.2021).
Муніципалітет розташований на відстані близько 60 км на схід від Парижа, 50 км на північний схід від Мелена.

## Пам'ятки

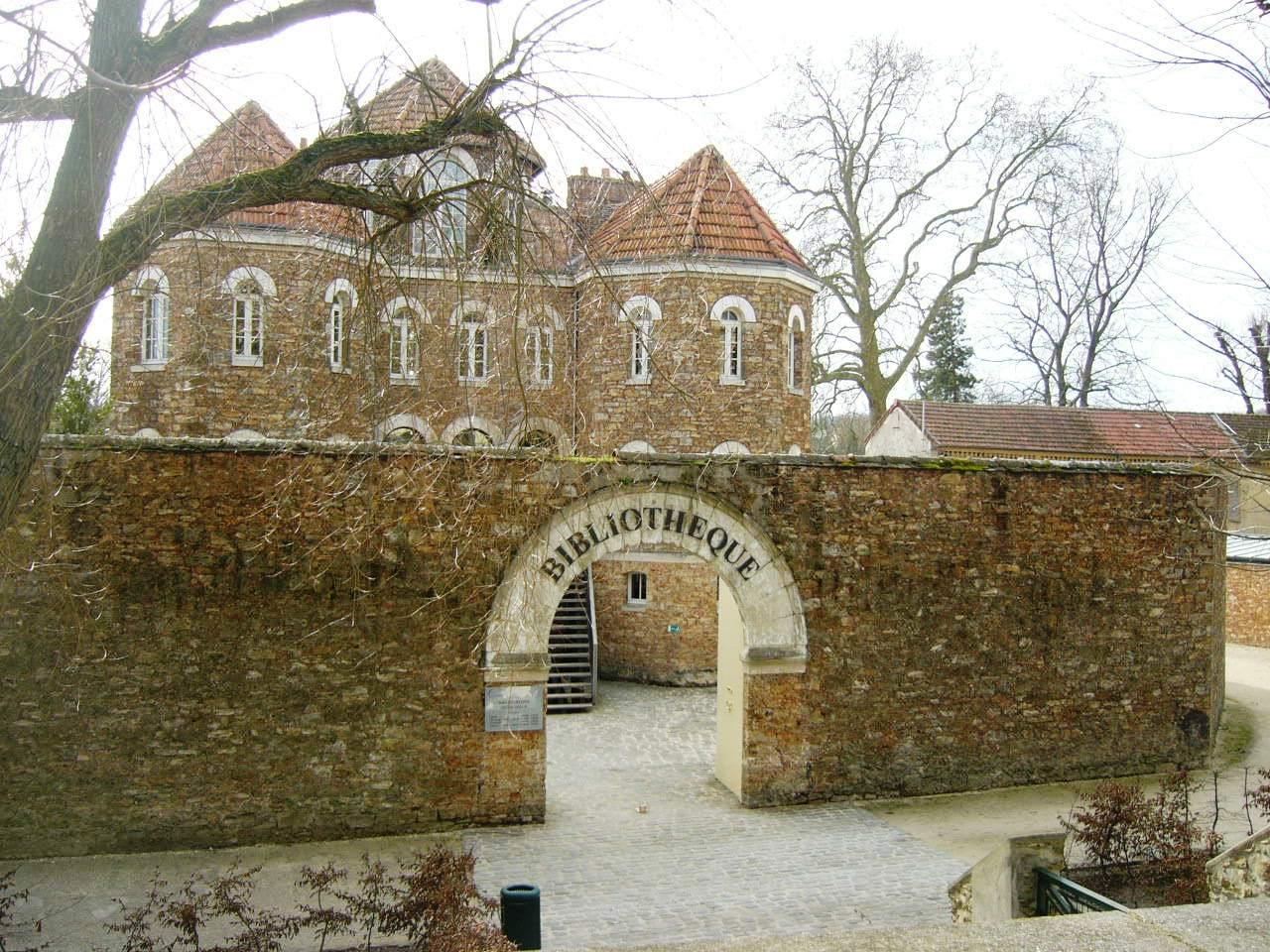
В'язниця-бібліотека Куломм'є

1851, відповідно до міністерського циркуляру 1841 року, за проєктом архітектора Манжо була побудована в'язниця Куломм'є. Вона мала форму прямокутнеика 28 м завдовжки і 15 м завширшки. Північна сторона будівлі закінчувалася двома апсидами. Буцегарня діяла до 1958 року, а у 2002 її було перетворено на муніципальну бібліотеку..

## Демографія
Динаміка населення (INSEE ):
Розподіл населення за віком та статтю (2006):
| Стать | Всього | До 15 років | 15-24 | 25-44 | 45-64 | 65-85 | Понад 85 |
| --- | ------ | ----------- | ----- | ----- | ----- | ----- | -------- |
| Чоловіки | 6563   | 1195        | 1017  | 1837  | 1653  | 821   | 40       |
| Жінки | 7269   | 1284        | 1003  | 1779  | 1680  | 1332  | 191      |
| \| Статево-вікова піраміда \| Статево-вікова піраміда \| Статево-вікова піраміда \| \| ----------------------- \| ----------------------- \| ----------------------- \| \| Чоловіки \| Вік \| Жінки \| \| 40 \| 85 + \| 191 \| \| 156 \| 80-84 \| 257 \| \| 177 \| 75-79 \| 375 \| \| 268 \| 70-74 \| 381 \| \| 220 \| 65-69 \| 319 \| \| 298 \| 60-64 \| 307 \| \| 458 \| 55-59 \| 417 \| \| 417 \| 50-54 \| 477 \| \| 480 \| 45-49 \| 479 \| \| 448 \| 40-44 \| 455 \| \| 511 \| 35-39 \| 489 \| \| 415 \| 30-34 \| 423 \| \| 463 \| 25-29 \| 412 \| \| 448 \| 20-24 \| 512 \| \| 569 \| 15-20 \| 491 \| \| 400 \| 10-14 \| 456 \| \| 418 \| 5-9 \| 448 \| \| 377 \| 0-4 \| 380 \| |        |             |       |       |       |       |          |
| Статево-вікова піраміда |        |             |       |       |       |       |          |
| Чоловіки | Вік    | Жінки       |       |       |       |       |          |
| 40 | 85 +   | 191         |       |       |       |       |          |
| 156 | 80-84  | 257         |       |       |       |       |          |
| 177 | 75-79  | 375         |       |       |       |       |          |
| 268 | 70-74  | 381         |       |       |       |       |          |
| 220 | 65-69  | 319         |       |       |       |       |          |
| 298 | 60-64  | 307         |       |       |       |       |          |
| 458 | 55-59  | 417         |       |       |       |       |          |
| 417 | 50-54  | 477         |       |       |       |       |          |
| 480 | 45-49  | 479         |       |       |       |       |          |
| 448 | 40-44  | 455         |       |       |       |       |          |
| 511 | 35-39  | 489         |       |       |       |       |          |
| 415 | 30-34  | 423         |       |       |       |       |          |
| 463 | 25-29  | 412         |       |       |       |       |          |
| 448 | 20-24  | 512         |       |       |       |       |          |
| 569 | 15-20  | 491         |       |       |       |       |          |
| 400 | 10-14  | 456         |       |       |       |       |          |
| 418 | 5-9    | 448         |       |       |       |       |          |
| 377 | 0-4    | 380         |       |       |       |       |          |

## Економіка
2010 року серед 9523 осіб працездатного віку (15—64 років) 6870 були активними, 2653 — неактивними (показник активності 72,1%, у 1999 році було 70,1%). З 6870 активних мешканців працювало 5876 осіб (3001 чоловік та 2875 жінок), безробітними було 994 (495 чоловіків та 499 жінок). Серед 2653 неактивних 887 осіб було учнями чи студентами, 769 — пенсіонерами, 997 були неактивними з інших причин.

У 2010 році в муніципалітеті числилось 6594 оподатковані домогосподарства, у яких проживали 14859,0 особи, медіана доходів виносила 17 440 євро на одного особоспоживача

## Галерея зображень

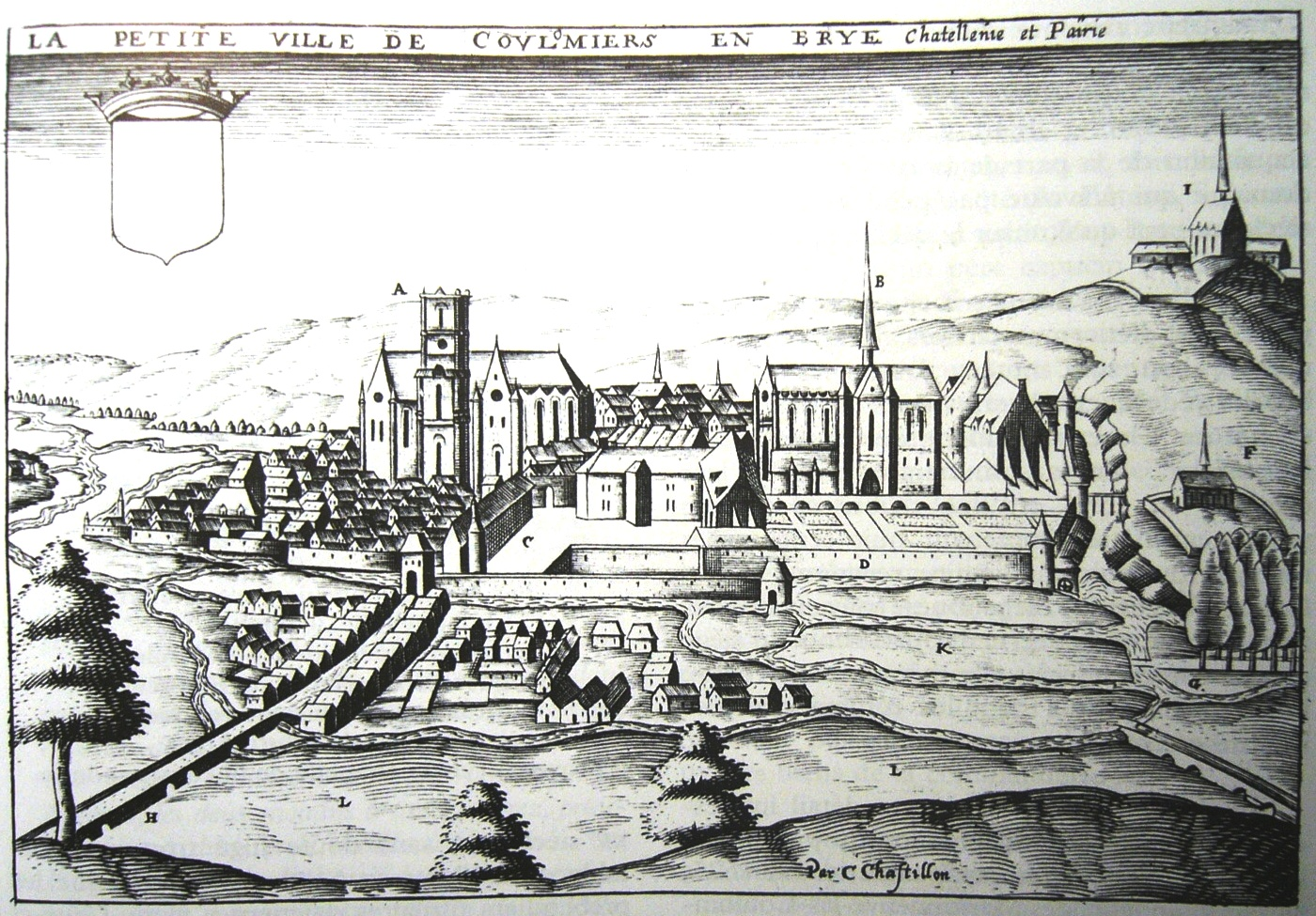
Куломм'є на старовинній гравюрі 1600
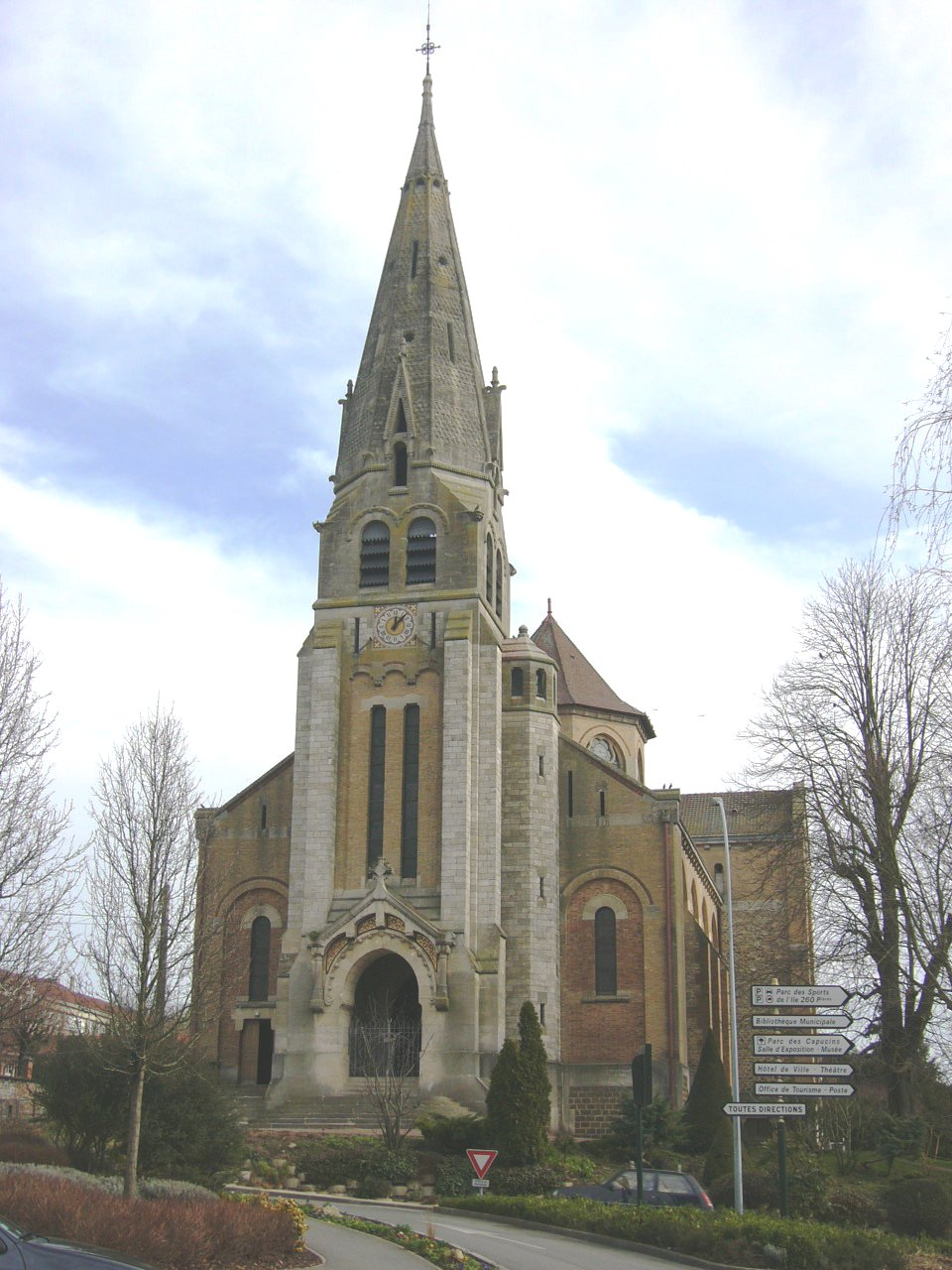
Церква Сен-Дені-Сент-Фуа
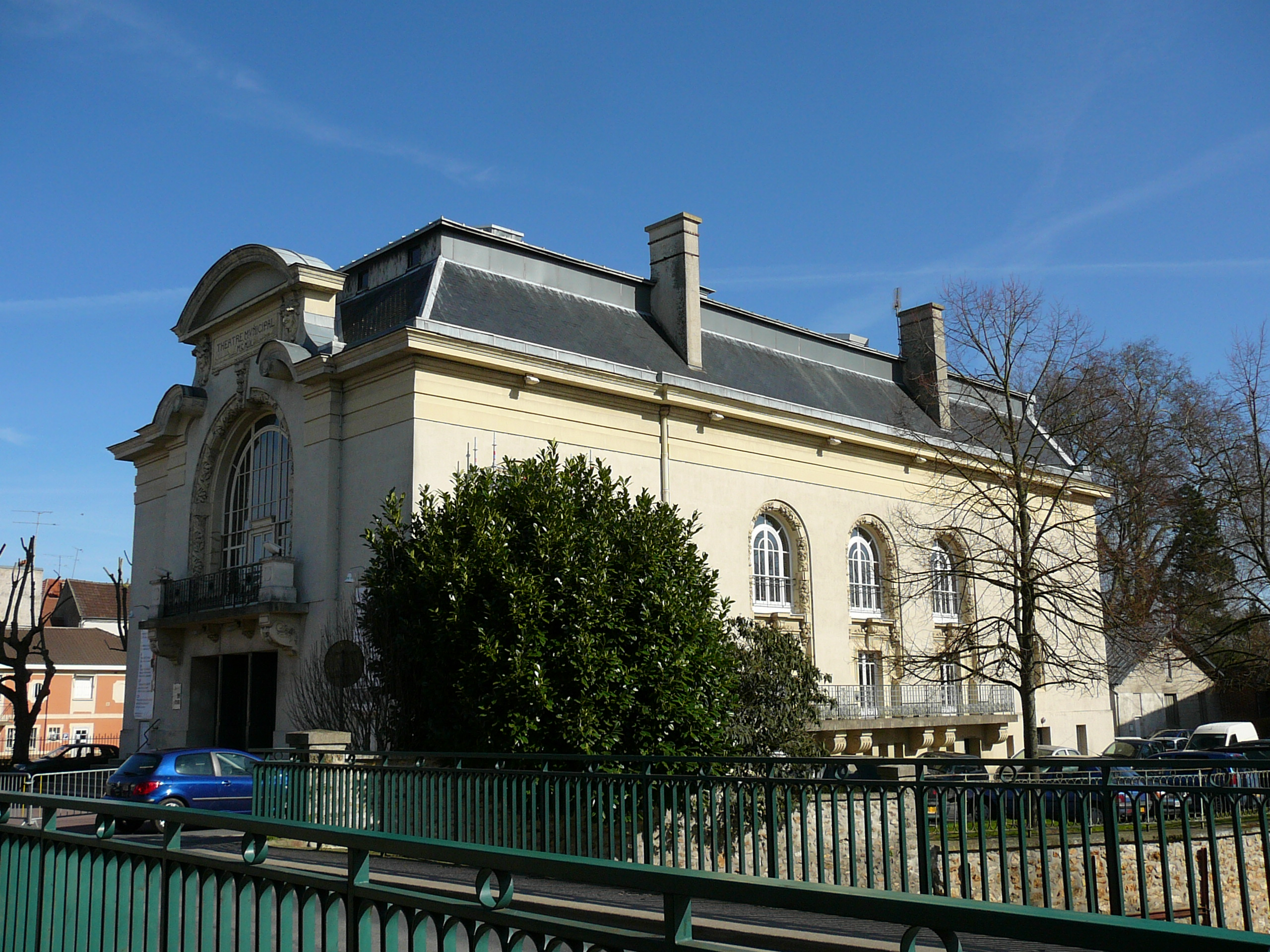
Муніципальний театр
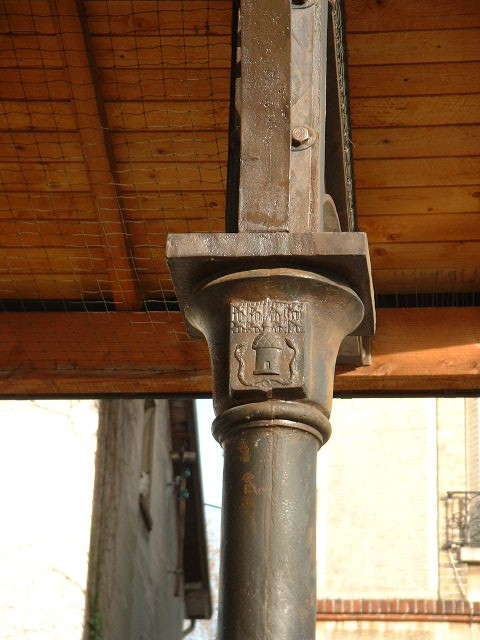
Сирний павільйон